# Robots In Disguise
Robots in Disguise is een electropunk groep gesitueerd in Londen en Berlijn. 
Dee Plume (gitaar en zang) en Sue Denim (bas en zang) worden live vergezeld door hun drummer Ann Droid. Bij optredens neemt een andere muzikant soms Sue haar basdiensten over, gewoonlijk Chris Corner (Sneaker Pimps en I Am X) of Noel Fielding (The Mighty Boosh), respectievelijk de partners van Sue en Dee. 
Sue en Dee ontmoetten elkaar toen ze beiden nog studeerden in Liverpool. Tot dusver hebben the Robots één ep uitgebracht: "Mix Up Words and Sounds" en twee albums: "Robots in Disguise" en "Get RID". 
De meisjes haalden hun artiestennaam van het Franse woord voor het pseudoniem van een schrijver: "nom de plume" (Dee Plume) en simpelweg van het woord "pseudonym" (Sue Denim.) 

## The Mighty Boosh
Sue heeft in drie afleveringen van de BBC komedie The Mighty Boosh gefigureerd, Dee in vijf. 
The Boosh wordt algemeen aanzien als de reden voor de recente opmars van hun bekendheid in Groot-Brittannië, vooral door het feit dat ze de "after show" optredens mochten verzorgen die samenhingen met The Mighty Boosh' recente tour. 
Hun eerste verschijning in The Boosh was in de aflevering "Mutants" in de eerste serie, Dee was een olifantvrouw en Sue een niet nader te noemen blauwgekleurd wezen. We zagen The Robots nogmaals in de eerste serie als electro freaks 'Neon' en 'Ultra', die een groepje vormden dat Kraftwerk Orange heette. We zagen ze de derde keer in serie twee, in de aflevering "Nanageddon". Daar speelden ze de gothic meisjes 'Anthrax' en 'Ebola'. In deze laatste twee afleveringen proberen Howard Moon (Julian Barratt) en Vince Noir (Noel Fielding), de hoofdpersonages van de show, de meisjes te versieren maar beide malen falen ze met ongekende overtuiging en komen ze in de problemen met duistere, bovennatuurlijk krachten ten gevolge. 
Dee's vierde verschijning was als een postbode/ninja in "Call Of The Yeti". De laatste keer zagen we haar als de met schelpen bedekte wederhelft van een visser in "The Legend Of Old Gregg".